# Историческая проза

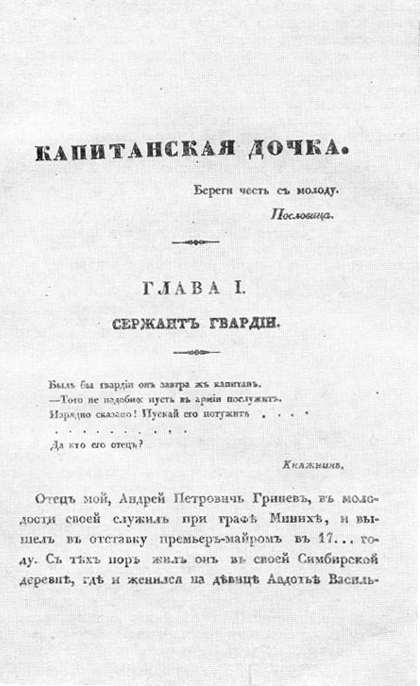
Титульный лист «Капитанской дочки» А. С. Пушкина

Историческая проза — условное обозначение для разнородных по структуре и композиции романов, повестей, рассказов, в которых повествуется об исторических событиях более или менее отдалённого времени, а действующими лицами (главными или второстепенными) могут выступать исторические личности.
Исторический роман построен на историческом сюжете, и воспроизводит в художественной форме какую-либо эпоху, определённый период истории. Историческая правда в нём сочетается с художественной, исторический факт — с художественным вымыслом, настоящие исторические лица — с лицами вымышленными, вымысел помещён в пределы изображаемой эпохи. Всё повествование в историческом романе ведётся на фоне исторических событий.
В европейской культуре общепринятым основоположником и первым классиком жанра стал Вальтер Скотт, хотя, по мнению некоторых исследователей, он имел предшественников вроде ирландской писательницы Марии Эджуорт. Жанр получил расцвет в эпоху романтизма и сохранял популярность в последующие периоды. К наиболее известным писателям этого жанра относятся также Виктор Гюго, Фенимор Купер, Алессандро Мандзони, Генрих Клейст, Александр Дюма-отец, Лион Фейхтвангер; в русской литературе — Александр Пушкин, Михаил Загоскин, Иван Лажечников, в советской — Юрий Тынянов, Алексей Николаевич Толстой, Сергей Сергеев-Ценский, Василий Ян, Валентин Пикуль, Дмитрий Балашов, Булат Окуджава, Юрий Давыдов, Николай Задорнов и др.

## История становления жанра
Зачатки исторического романа усматриваются в произведениях об Александре Македонском и о Троянской войне, написанных в первые века нашей эры и получивших широкое распространение в Средневековой Европе.
Некоторые исследователи относят к «историческим» китайские классические романы XIV века «Троецарствие» Ло Гуаньчжуна и «Речные заводи» Ши Найаня, в реальности представляющие собой прозаическое переложение популярных сюжетов народного эпоса.
Во французских псевдоисторических романах XVII века, вроде «Кассандры» (1645), «Клеопатры» (1658) и «Фарамонда» (1670) Готье Ла Кальпренеда, или «Принцессы Клевской» Мари де Лафайет (1678), история была лишь фоном для изображения необычных приключений персонажей, а исторические факты нередко подменялись вымыслом (отсюда и название — «псевдоисторический роман»). Элементы исторической прозы прослеживаются и в творчестве авторов «готических романов» XVIII столетия, например, в «Замке Отранто» (1764) и «Исторических сомнениях относительно жизни и правления короля Ричарда III» (1768) Горация Уолпола.
Создателем первых настоящих исторических романов и основоположником жанра считается всемирно известный британский писатель Вальтер Скотт. В таких произведениях, как «Уэверли, или Шестьдесят лет назад» (1814), «Роб Рой» (1817), «Айвенго» (1819), «Квентин Дорвард» (1823) и др., Скотт сумел совместить исторический факт с художественным вымыслом, пользуясь при этом как романтическими, так и реалистическими литературными приёмами изображения. Данный тип повествования в дальнейшем был назван «вальтерскоттовским» и оказал большое влияние на развитие исторического романа в европейской литературе (в том числе и русской), а также способствовал пробуждению романтического интереса к истории в целом и к Средним векам в частности.
В эпоху романтизма, когда достижения европейской науки и просвещения сделали доступными массу исторических хроник, мемуаров, документов, жанр исторического романа получает дальнейшее развитие в творчестве Виктора Гюго, Проспера Мериме, Эдварда Бульвер-Литтона, Джеймса Фенимора Купера, Алессандро Мандзони, Генриха Клейста, Амалии Шоппе, Алексиса Виллибальда, Александра Дюма-отца и др.
Успехи археологии, а также издательского дела и журналистики способствовали развитию художественной исторической литературы второй половины XIX столетия, испытавшей определённое влияние неоромантизма, среди произведений которой следует отметить романы Гюстава Флобера, Феликса Дана, Георга Эберса, Рафаэлло Джованьоли, Чарльза Кингсли, Роберта Льюиса Стивенсона, Генри Райдера Хаггарда, Артура Конан Дойла. В числе авторов Нового Света, прославивших своё имя в данном жанре, можно назвать американцев Лью Уоллеса, Чарльза Мейджора и мексиканца Висенте Рива Паласио.
Среди исторических романистов первой половины XX века обращают на себя внимание Жозеф Рони (старший), Стефан Цвейг, Лион Фейхтвангер, Вернер Бергенгрюн, Рафаэль Сабатини, Сигрид Унсет, Франц Бенгтссон, Кеннет Робертс, Самуэль Шеллабергер, среди авторов послевоенной эпохи — Томас Бертрам Костейн, Эдисон Маршалл, Говард Мелвин Фаст, Гор Видал, Мика Валтари, Роберт Грейвз, Мэри Рено,  Джеймс Клавелл, Мэри Маргарет Кей, Робер Мерль, Морис Дрюон, Патрик О’Брайан и Жюльетта Бенцони.
Новые успехи гуманитарных наук, вкупе со стремительным развитием информационных технологий, способствовали возрождению жанра исторической романистики на рубеже тысячелетий. В качестве наиболее успешных и востребованных авторов можно назвать Умберто Эко (Италия), Жана-Франсуа Намьяса (Франция), Джорджа Фрейзера, Тима Северина, Бернарда Корнуэлла, Кена Фолетта, Хилари Мэнтел, Филиппу Грегори, Элизабет Чедвик, Конна Иггульдена (Великобритания), Гэри Дженнингса (США), Яна Гийу (Швеция), Артуро Переса-Реверте (Испания), Хуана Тафура (Перу) и др.
Национально-освободительная борьба славянских и балканских народов в XIX — первой половине XX в., завершившаяся образованием независимых государств, способствовала развитию данного жанра в странах Центральной и Юго-Восточной Европы. В этом плане заметно выделяются произведения польских писателей Юзефа Игнацы Крашевского, Генрика Сенкевича, Болеслава Пруса, Ярослава Ивашкевича, чешских Алоиса Йирасека, Эдуарда Шторха и Владислава Ванчуры, словацкого Людо Зубека, словенского Франца Салешки Финжгара, венгерских Мора Йокаи и Гезы Гардони, румынского Михая Садовяну, югославского Иво Андрича, болгарских Ивана Вазова, Стояна Загорчинова, Эмилияна Станева, Слава Караславова, Антона Дончева и др.
Формирование национальной интеллигенции в странах Азии, вступивших во второй половине XIX века в борьбу против колониализма, содействовал проникновению этого жанра в национальные литературы этих стран. Примером может служить творчество индийских писателей Бонкимчондро Чоттопаддхая и Хари Нараяна Апте.
Из японских писателей XX века выделяется тонкий психолог и реалист Ясуси Иноуэ, исторические романы которого, неоднократно экранизировавшиеся, посвящены прошлому не только феодальной Японии, но и других стран («Знамёна самураев» — по роману «Хозяйка замка Ёдо», «Сны о России» — о русско-японских отношениях в XVIII веке, «Пещеры тысячи будд» — о Великом Шёлковом пути, «Фаворитка» — о Ян Гуйфэй, «Синий волк» — о Чингисхане и др.). Традиционные боевые искусства и самурайская старина составляют тематику произведений Эйдзи Ёсикавы.
Глубокому философскому осмыслению роли христианства и контактов с европейцами в истории Японии посвящены романы Сюсаку Эндо «Молчание» и «Самурай». Методы социалистического реализма прослеживаются в романе Тэру Такакура «Воды Хаконе» (Хаконе Есуй, 1951; рус. пер. 1954), тоже экранизированного.

## Исторический роман в русской литературе
Первая попытка исторического повествования в русской литературе встречается в повести Н. М. Карамзина «Наталья, боярская дочь» 1792 года. Однако, трудность овладения исторической эпохой в повести не только не разрешена, но и осознана автором, как неразрешимая. Влияние Вальтера Скотта в первую очередь отразилось на произведениях А. С. Пушкина «Арап Петра Великого» (1827) и «Капитанская дочка» (1836). Однако, в сознании современников Пушкина гораздо больше отразились исторические романы М. Н. Загоскина («Юрий Милославский, или Русские в 1612 году» (1829), «Аскольдова могила» (1833), «Брынский лес» (1845) и др.) и И. И. Лажечникова («Последний Новик» (1831—1833), «Ледяной дом» (1835), «Басурман» (1838) и др.), авторы которых считаются первыми в России создателями «исторического романа вальтерскоттовского типа». Другими знаковыми произведениями данного жанра в русской литературе являются «Тарас Бульба» Н. В. Гоголя (1835), «Князь Серебряный» А. К. Толстого (1863), «Война и мир» Л. Н. Толстого (1869), «Мирович» (1879), «Княжна Тараканова» (1883), «Сожжённая Москва» (1886) Г. П. Данилевского, «Царь и Гетман» (1880), «Великий раскол» (1881), «Замурованная царица» (1884), «Москва слезам не верит» (1885) Д. Л. Мордовцева, «Осаждённый Севастополь» (1889) М. М. Филиппова и др.
Среди произведений поэтов и писателей Серебряного века выделяются трилогия «Христос и Антихрист» (1895—1905) Д. С. Мережковского, роман «Окровавленный трон» (1906) Н. А. Энгельгардта, повесть «Подвиги Великого Александра» (1909) М. А. Кузмина и роман «Алтарь Победы» (1913) В. Я. Брюсова.
Среди произведений писателей русской эмиграции выделяются исторические романы и повести Петра Краснова, Марка Алданова, Антонина Ладинского и Михаила Каратеева.

## Исторический роман в советской литературе
В советский период жанр исторического романа приобретает идеологическую направленность, и авторы подобного рода произведений нередко трактовали события прошлого в соответствии с партийной линией. Вместе с тем, успехи культурной революции, развитие в стране народного образования и рост грамотности в народной среде вызвали к жизни немало талантливых мастеров исторической прозы, включая представителей народов, ранее не имевших даже собственной письменности.
Широкую известность получили исторические романы таких советских писателей, как Алексей Чапыгин, Ольга Форш, Вячеслав Шишков, Сергей Сергеев-Ценский, Василий Ян, Алексей Николаевич Толстой, Анна Антоновская, Юрий Тынянов, Евгений Фёдоров, Георгий Шторм, Николай Задонский, Сергей Бородин, Валентин Иванов, Степан Злобин, Николай Задорнов, Юрий Давыдов, Олег Михайлов, Дмитрий Балашов, Валентин Пикуль и др. Наряду с ними, широкую популярность завоевали исторические повести для юношества таких авторов, как Ал. Алтаев (М. В. Ямщикова), В. Н. Иванов, З. К. Шишова, О. М. Гурьян, Л. Ф. Воронкова, Н. Кальма (Анна Кальманок), С. Н. Жидков, С. П. Алексеев, Ю. П. Вронский, К. К. Сергиенко, И. Н. Лощилов и др.
Среди национальных литератур советского периода выделяются исторические романы украинских писателей, таких как Семён Скляренко, Антон Хижняк, Натан Рыбак, Иван Ле, Владимир Малик, Павло Загребельный, Иван Билык, исторические трилогии казахского писателя Ильяса Есенберлина и грузинского классика Григола Абашидзе, историко-биографические романы армянского писателя Серо Ханзадяна, абхазского писателя Георгия Гулиа и узбекского классика Адыла Якубова, а также исторические детективы и повести белорусского писателя Владимира Короткевича.

## Мнения, критика
Алексей Цветков высказывался: «Исторические романы — это обычно уловки, они не передают никакой атмосферы, они пользуются штампами, которые у нас сидят в голове». А Александр Генис вспоминал слова Сергея Довлатова о том, что «исторический роман — единственный жанр, который не требует таланта, потому что все можно написать по карточкам».